# Körmendy Ferenc
Körmendy Ferenc (Budapest, 1954. szeptember 18. - Budapest, 2024. május 08.) zeneművész, történénész, rádiós szerkesztő.

## Életút
1969-1973 között a budapesti Eötvös József Gimnázium német tagozatára járt.
1973 – 1976 között hírlapkézbesítő (Magyar Posta), figuráns (Kartográfiai Vállalat), terepfelmérő betanított munkás (BUVÁTI) volt.
1976-1981 között az ELTE BTK történelem – közművelődés szakát végezte el.
1981-től brácsaművész (Országos Filharmónia);1981- 1985 között szabadfoglalkozású zeneművész. 2001-től kulturális szaktanácsadó, 2006-tól a Művészetek Palotája művészeti tanácsadója.
1973-ban tagja lett az improvizatív kamarazenét játszó Szemző kvartettnek, majd a Szemző Tibor, Melis László, Soós András, Gőz László által 1979-ben alapított és 1989-ig aktív 180-as Csoportnak. 

## Egyéb tevékenységei
1990 - 2006 között képviselő, a Fővárosi Közgyűlés tagja. 1996 – 2006 között a Kulturális Bizottság elnöke. 1993-től az ELTE és a Szegedi Tudományegyetem vendégelőadója (rádióelmélet, kulturális menedzsment és várospolitika). 
1993 - 2010 között a Budapest Film Zrt. Felügyelő Bizottságának elnöke, 2007-2010  az Igazgatóság elnöke, illetve a Thália Színház Felügyelő Bizottságának elnöke.
Kuratóriumi tagságok: 
Pro Cultura Urbis Közalapítvány (1991-)
Budapesti Fesztiválzenekar (1992-1999)
Budapesti Őszi Fesztivál, Művészeti Tanács (elnök, 1992-2004)
Budai Liberális Klub Alapítvány (1992-2010)
Tehetséges Mo.-ért Al., Tehetség Tanács (2006-)
Carl Lutz Alapítvány (2006-)